# ブライアン・コカール
ブライアン・コカール（Bryan Coquard、1992年4月25日 - ）は、フランス、サン＝ナゼール出身の自転車競技選手。2012年ロンドンオリンピックの銀メダリスト。「ブリアン・コカール」とも表記される。

## 主な戦績
2009年
- ジュニア世界選手権自転車競技大会・オムニアム 優勝

2010年
- ジュニア世界選手権自転車競技大会
  - オムニアム 優勝
  - スクラッチ 2位

2011年
- フランス選手権
  - 団体追抜 優勝
  - スクラッチ 優勝

2012年
- フランス選手権
  - オムニアム 優勝
  - マディソン 優勝
- ロンドンオリンピック・オムニアム 2位
- 世界選手権・U23個人ロードレース 2位

2013年、チーム・ヨーロッパカーと契約。プロ転向。
- エトワール・ド・ベセージュ 区間2勝（第2・4ステージ）
- ツール・ド・ランカウイ 区間2勝（第8・9ステージ）
- ヴァルディユ・クラシック 2位
- パリ〜カマンベール 5位
- グランプリ・ド・ドナン 2位
- ツール・ド・ピカルディ 区間1勝（第2ステージ）総合2位
- ブークル・ド・ロルヌ 5位
- ツール・ド・ヴァンデ 6位
- グランプリ・ディスベルグ 8位

2014年
- エトワール・ド・ベセージュ 区間2勝（第3・4ステージ）
- ルート・アデリ・ド・ヴィトレ 優勝
- パリ〜カマンベール 優勝
- ツール・ド・ピカルディ 区間1勝（第1ステージ) 総合3位

2015年
- エトワール・ド・ベセージュ 区間1勝（第3ステージ）
- 世界選手権自転車競技大会トラックレース
  - マディソン 優勝
- ダンケルク4日間レース 区間1勝（第1ステージ） 総合2位
- ツール・ド・ピカルディ 総合4位
- ルート・デュ・スュド 区間2勝（第2・4ステージ）
- フランス選手権
  - 団体追抜 優勝
  - マディソン 優勝
  - オムニアム 2位
- ヨーロッパ選手権トラックレース
  - エリミネーション 優勝

2016年
- エトワール・ド・ベセージュ 区間2勝（第1・2ステージ）
- ルート・アデリ・ド・ヴィトレ 優勝
- ダンケルク4日間レース 区間3勝（第1・2・3ステージ) 総合優勝
- ショレ＝ペイ・ド・ロワール 区間2勝（プロローグ・第2ステージ) 総合優勝
- ルート・デュ・スュド 区間2勝（第1・2ステージ）

2017年
- ボルタ・ア・ヴァレンシアナ　区間優勝（第5ステージ）
- ブエルタ・ア・アンダルシア　区間優勝（第4ステージ）
- シルキュイ・ド・ラ・サルト 　区間優勝(第2ステージ)
- バロワーズ・ベルギー・ツアー　区間優勝（第1ステージ）

2018年
- ツアー・オブ・オマーン　区間優勝（第1ステージ）
- ダンケルク4日間レース　区間優勝（第4ステージ）
- バロワーズ・ベルギー・ツアー　区間優勝（第5ステージ）

2019年
- エトワール・ド・ベセージュ　区間優勝（第1ステージ）
- シルキュイ・ド・ラ・サルト　ポイント賞（第2ステージ優勝）
- ダンケルク4日間レース　区間優勝（第4ステージ）
- フロートプライス・マルセル・キント（英語版）　優勝
- ブークル・ド・ラ・マイエンヌ（英語版）　区間優勝（第3ステージ）
- バロワーズ・ベルギー・ツアー　区間優勝（第5ステージ）
- グランプリ・ピノ・チェラミ　優勝
- ツール・ド・ワロニー  ポイント賞
- アークティック・レース・オブ・ノルウェー 区間優勝（第2ステージ）

2020年
- ルート・ドクシタニー 区間優勝（第1ステージ）

2022年
- エトワール・ド・ベセージュ 区間優勝（第2ステージ）
- ツール・ド・ラ・プロヴァンス 区間優勝（第2ステージ）
- ツール・ド・ヴァンデ 優勝

2023年
- ツアー・ダウンアンダー 区間優勝（第4ステージ）
- レジオン・ペイ・ド・ラ・ロワール・ツール 優勝

2024年
- ツール・ド・スイス 区間優勝（第2ステージ）

2025年
- ツアー・ダウンアンダー 区間優勝（第4ステージ）